# Drapetes talyschensis
Drapetes talyschensis là một loài bọ cánh cứng trong họ Elateridae. Loài này được Dolin & Agajev miêu tả khoa học năm 1985.